# Miltogramma khat
Miltogramma khat är en tvåvingeart som beskrevs av Thomas Pape 1996. Miltogramma khat ingår i släktet Miltogramma och familjen köttflugor. Inga underarter finns listade i Catalogue of Life.